# Demòfil (poeta)
Demòfil (Demophilus, Demóphilos Δημόφιλος), fou un poeta còmic atenenc de la nova comèdia. L'esmenta Plaute al seu pròleg de l'Asinaria que diu que la seva obra està agafada d'una obra de Demòfil anomenada Ὀναγός. Precisament aquesta obra de Plaute no és de les millors.